# Zły chłopiec
Zły chłopiec – polska etiuda szkolna z 1951 roku w reżyserii Andrzeja Wajdy zrealizowana w konwencji filmu niemego.

## Obsada
- Jan Łomnicki